# Rudsar
Rūdsar (farsi رودسر) è il capoluogo dello shahrestān di Rudsar, circoscrizione Centrale, nella provincia di Gilan. Aveva, nel 2006, una popolazione di 11.987 abitanti. Si trova sulla costa del mar Caspio al centro di una fertile pianura. L'economia locale si basa sulla pesca e l'agricoltura: riso, tè, agrumi e soia.